# Нуртдинов, Руслан Наильевич
Руслан Наильевич Нуртдинов (род. 30 марта 1980, Уфа) —  российский хоккеист с мячом, хоккеист с шайбой, левый нападающий.

## Карьера
Воспитанник уфимского хоккея. Начал карьеру в хоккее с шайбой в 1997 году в составе родного уфимского «Салавата Юлаева». В 2001 году подписал контракт со СКА. Сезон 2002/03 провёл в череповецкой «Северстали». Тот сезон стал самым успешным в истории клуба — череповчане завоевали серебряные медали, а Нуртдинов в 62 матчах набрал 38 (20+18) очков. После этого успеха Нуртдинов принял решение подписать контракт с казанским «Ак Барсом», с которым в том же году стал бронзовым призёром российского первенства.
Сезон 2004/05 начал в составе «Салавата Юлаева», однако в середине сезона вернулся в Череповец. По окончании сезона Нуртдинову принял предложение от магнитогорского «Металлурга». После двух лет в 2007 году в качестве чемпиона страны покинул Магнитогорск и вернулся в уфимский клуб, с которым в том же сезоне вновь завоевал золото Суперлиги.
С каждым сезоном результативность Нуртдинова падала, результатом чего летом 2010 года стала командировка игрока в клуб Высшей лиги «Торос». Спустя неделю было объявлено о подписании контракта с хабаровским «Амуром», в составе которого в сезоне 2010/11 он набрал 12 (8+4) очков в 50 матчах. 15 июня 2011 года Нуртдинов принял решение вернуться в Череповец, заключив с «Северсталью» однолетнее соглашение. В сезоне 2011/12 провёл 53 матча, набрал 22 (14+8) очка. 1 июня 2012 года руководство «Северстали» приняло решение продлить соглашение ещё на один год.
10 января 2016 года объявил о завершении профессиональной игровой карьеры.
4 декабря 2019 года подписал контракт на сезон 2019/2020 с возрождённой командой по хоккею с мячом «Кировец» (Уфа), выступающей в группе II первенства России среди команд высшей лиги (второго по силе дивизиона в российском хоккее с мячом после Суперлиги). В 80-е годы за «Кировец» выступал его отец Наиль Нуртдинов.

### Сборная
В составе сборной России Руслан Нуртдинов принимал участие в юниорском чемпионате Европы 1998 года. На том турнире Руслан вместе с командой стал бронзовым призёром, набрав 1 (1+0) очко в 6 проведённых матчах. Также Нуртдинов выступал за сборную на этапах Еврохоккейтура в сезоне 2002/03 и 2003/04.

## Достижения
- Чемпион России (2): 2007, 2008.
- Серебряный призёр чемпионата России 2003.
- Бронзовый призёр чемпионата России (2): 2004, 2006.
- Бронзовый призёр открытого чемпионата России КХЛ 2010.
- Бронзовый призёр юниорского чемпионата Европы 1998.
- Обладатель Кубка Шпенглера 2005.
- Обладатель приза «Джентльмен на льду» 2006.

## Статистика
| Легенда | Легенда                    | Легенда | Легенда                   | Легенда | Легенда    |
| ------- | -------------------------- | ------- | ------------------------- | ------- | ---------- |
| И       | Количество проведённых игр | Штр     | Штрафное время            | +/−     | Плюс-минус |
| Г       | Голы                       | П       | Голевые передачи          | О       | Очки       |
| -       | Статистика неизвестна      | —       | Статистика не учитывалась |         |            |

### Международная
| Турнир   | Игр | Г | П | Очк | +/- | Штр |
| -------- | --- | - | - | --- | --- | --- |
| ЮЧМ-1998 | 6   | 1 | 0 | 1   | --  | 0   |